# ياكوب هاينل
ياكوب هاينل (بالألمانية: Jacob Heinl) مواليد 3 أكتوبر 1986 في هامبورغ، هو لاعب كرة يد ألماني يلعب كمحور. يلعب حاليا مع نادي فلنسبورغ هاندفيت لكرة اليد ويحمل الرقم 21. مثل منتخب ألمانيا لكرة اليد.

## روابط خارجية
- ياكوب هاينل على موقع الاتحاد الأوروبي لكرة اليد (الإنجليزية)